# Jan Cieplak
Jan Feliks Cieplak (in polacco: Jan Feliks Cieplak, in russo: Ян Гиацинтович Цепляк) (Dąbrowa Górnicza, 17 agosto 1857 – Passaic, 17 febbraio 1926) è stato un arcivescovo cattolico polacco, vescovo ausiliare di Mahilëŭ con il titolo di Eurea di Fenicia, amministratore apostolico di Mahilëŭ con il titolo di Acrida, arcivescovo metropolita di Vilnius, vittima della Persecuzione dei cristiani in URSS.

## Biografia
Nacque da una famiglia di minatori a Kielce, ex-Impero russo. Nel 1882 terminò gli studi all'Accademia teologica cattolica Imperiale romana di San Pietroburgo e fu ordinato sacerdote il 15 agosto 1881. Nel 1908 fu nominato vescovo ausiliare dell'Arcidiocesi di Minsk-Mahilëŭ, e consacrato vescovo. Dal dicembre 1919 ne fu amministratore apostolico. Nel 1923 fu arrestato assieme ad altri 14 sacerdoti: dopo un processo in cui la pubblica accusa fu svolta da Nikolaj Vasil'evič Krylenko, fu condannato alla pena capitale.
Il 29 marzo 1923, per l'influsso delle proteste internazionali, la pena di morte venne sostituita a 10 anni di Gulag. Il 9 aprile 1924 venne liberato. Ritornò in Polonia, si recò a Roma da Papa Pio XI e poi si stabilì negli Stati Uniti in visita dei profughi polacchi. Nel 1925 ricevette la notizia di essere stato nominato di metropolita di Vilnius.

## Genealogia episcopale e successione apostolica
La genealogia episcopale è:
- Cardinale Scipione Rebiba
- Cardinale Giulio Antonio Santori
- Cardinale Girolamo Bernerio, O.P.
- Vescovo Claudio Rangoni
- Arcivescovo Wawrzyniec Gembicki
- Arcivescovo Jan Wężyk
- Vescovo Piotr Gembicki
- Vescovo Jan Gembicki
- Vescovo Bonawentura Madaliński
- Vescovo Jan Małachowski
- Arcivescovo Stanisław Szembek
- Vescovo Felicjan Konstanty Szaniawski
- Vescovo Andrzej Stanisław Załuski
- Arcivescovo Adam Ignacy Komorowski
- Arcivescovo Władysław Aleksander Łubieński
- Vescovo Andrzej Mikołaj Stanisław Kostka Młodziejowski
- Arcivescovo Kasper Kazimierz Cieciszowski
- Vescovo Franciszek Borgiasz Mackiewicz
- Vescovo Michał Piwnicki
- Arcivescovo Ignacy Ludwik Pawłowski
- Arcivescovo Kazimierz Roch Dmochowski
- Arcivescovo Wacław Żyliński
- Vescovo Aleksander Kazimierz Bereśniewicz
- Arcivescovo Szymon Marcin Kozłowski
- Vescovo Mečislovas Leonardas Paliulionis
- Arcivescovo Bolesław Hieronim Kłopotowski
- Arcivescovo Jerzy Józef Elizeusz Szembek
- Arcivescovo Apolinary Wnukowski
- Arcivescovo Jan Feliks Cieplak

La successione apostolica è:
- Arcivescovo Michał Godlewski (1917)

## Fonti
- (EN)  Joseph Ledit, S.I. "Archbishop John Baptist Cieplak," Palm Publishers, Montréal, 1963.
- (EN)  Christopher Lawrence Zugger, "The Forgotten: Catholics in the Soviet Empire from Lenin through Stalin," University of Syracuse Press, 2001.